# Babják Zoltán
Babják Zoltán (Beregszász, 1972. február 23. –) kárpátaljai magyar közszereplő, Beregszász polgármestere.

## Tanulmányai
1978 és 1988 között a Makkosjánosi Középiskola tanulója.
1989-ben felvételt nyert a Kijevi Könnyűipari Technológiai Főiskolára (1992-től Ukrajna Állami Könnyűipari Akadémiája), ahol katonai kiképzésben is részesült (jelenleg tartalékos főhadnagy). 1994-ben mérnöki szakon diplomázott.

## Munkahelyei
1992-től kezdődően – főiskolai tanulmányaival párhuzamosan – a kijevi „Budapest” ukrán-magyar vegyesvállalat menedzsere.
1997-től a Bihari András vezette Beregszászi Járási Állami Közigazgatási Hivatal vezetőjének helyettese. 2002 júniusától Gajdos István parlamenti képviselő referense. 2002 októberétől Zsupán József, Beregszász polgármesterének első helyettese. 2005-től a Bumeráng Kft. turisztikai vállalkozás igazgatója. 2008-tól a Club Thermal Peregium Kft. utazási iroda igazgatója. 
2013 áprilisától Beregszász polgármesterének első helyettese. 
2013 júniusától Beregszász polgármestere. 
2020 október 25-én a Beregszászi község polgármesterének választották.

## Közéleti pályája
2010-ben megválasztották a Beregszászi Városi Tanács képviselőjévé. 2015-től a Kárpátaljai Határmenti Önkormányzatok Társulásának (KHÖT Archiválva 2018. szeptember 13-i dátummal a Wayback Machine-ben) elnöke.
2013 júniusától Beregszász polgármestere.

## Családja
Felesége – Babják (Bacskó) Brigitta (1978), háztartásbeli.
Lánya – Babják Brigitta, (2006), tanuló.
Édesapja – Babják Béla (1942-2003) – a beregszászi húsfeldolgozó kombinát egykori igazgatója.
Édesanyja – Babják (született Varga) Ibolya (1942), nyugdíjas, korábban a beregi statisztikai szolgálat munkatársa, a Makkosjánosi Szivárvány Nyugdíjasklub vezetője.

## Hobbija
Úszás, kerékpározás és a zene.